# لوئیستون، استرالیای جنوبی
لوئیستون (انگلیسی: Lewiston, South Australia) یک شهرک در استرالیای جنوبی، استرالیا است. این شهرک ۲۹۴۷ نفر جمعیت دارد.